# Кубок домашних наций 1890
Кубок домашних наций 1890 (англ. 1890 Home Nations Championship — Чемпионат домашних наций 1890) — восьмой в истории регби Кубок домашних наций, прародитель современного регбийного Кубка шести наций. Англия вернулась после бойкота кубка и вместе с Шотландией разделила титул победителя.

## Итоговая таблица
| Место | Сборная   | Игры     | Игры   | Игры  | Игры      | Очки в матчах** | Очки в матчах** | Очки в матчах** | Очки в турнире |
| Место | Сборная   | Сыграно* | Победы | Ничьи | Проигрыши | Забито          | Пропущено       | Разница         | Очки в турнире |
| ----- | --------- | -------- | ------ | ----- | --------- | --------------- | --------------- | --------------- | -------------- |
| 1     | Англия    | 3        | 2      | 0     | 1         | 1               | 0               | +1              | 4              |
| 2     | Шотландия | 3        | 2      | 0     | 1         | 2               | 1               | +1              | 4              |
| 3     | Уэльс     | 3        | 1      | 1     | 1         | 1               | 2               | −1              | 3              |
| 4     | Ирландия  | 3        | 0      | 1     | 2         | 1               | 2               | −1              | 1              |

*По регламенту турнира в матче начислялось очко только за забитый гол (перед ним нужно было реализовать попытку обязательно), а подсчёт попыток вёлся в том случае, только если матч заканчивался вничью.

## Сыгранные матчи
- 1 февраля 1890, Кардифф: Уэльс 0:1 Шотландия
- 15 февраля 1890, Дьюсбери: Англия 0:0 (0:1 по попыткам) Уэльс
- 22 февраля 1890, Эдинбург: Шотландия 1:0 Ирландия
- 1 марта 1890, Эдинбург: Шотландия 0:1 Англия
- 1 марта 1890, Дублин: Ирландия 1:1 Уэльс
- 15 марта 1890, Лондон: Англия 0:0 (3:0 по попыткам) Ирландия